# Grote vleugelspoorkorstzwam
De grote vleugelspoorkorstzwam (Lindtneria trachyspora) is een schimmel behorend tot de familie Stephanosporaceae. Hij komt voor in loofbossen op rijke zandgronden. Hij leeft saprotroof op sterk vergaan loofhout en op kleiïge grond in krijthellinggrasland.

## Verspreiding
In Nederland komt de grote vleugelspoorkorstzwam uiterst zeldzaam voor. Hij staat op de rode lijst in de categorie 'gevoelig'.